# Wang Jiusi
Pour les articles homonymes, voir Wang (patronyme).
Dans ce nom, le nom de famille, Wang, précède le nom personnel.
Wang Jiusi (chinois 王九思, pinyin Wáng Jiǔsī, Wade-Giles Wang Chiu-ssu), né en 1468, mort en 1551, est un écrivain et dramaturge chinois.

## Biographie
Wang Jiusi est l'un des « Sept Maîtres antérieurs » (Qian qi zi 前七子) de la dynastie Ming, avec notamment Li Mengyang et son ami Kang Hai (zh) (1475-1541), groupe incarnant le mouvement du Retour aux modèles antiques (fugu 復古). Wang Jiusi et Kang Hai sont tous les deux originaires de la province de Shaanxi, tout comme l'eunuque Liu Jin. Liu Jin, qui tenait jusque-là les rênes du pouvoir, est exécuté en 1510. Bien que leurs liens personnels avec l'eunuque soient ténus, Wang Jiusi et Kang Hai sont renvoyés de l'académie Hanlin en raison des affinités supposées créées par leur origine commune, et passent le reste de leur vie dans le Shaanxi.

## Œuvre
Wang Jiusi est l'auteur de deux pièces aux connotations politiques. Du Fu youchun (ou Du Zimei gujiu youchun) est un zaju dont le personnage principal est le poète Du Fu des Tang. Le poète y refuse un poste à l'académie Hanlin, préférant passer sa vie dans la pauvreté, à boire du vin, plutôt que de se compromettre avec le pouvoir. La critique contemporaine y a lu une satire du lettré Li Dongyang, nommé à la tête de l'académie Hanlin après la mort de Liu Jin.
Une autre pièce, de forme yuanben, dont l'attribution à Wang Jiusi est discutée, reprend l'histoire du loup de Zhongshan. Le sujet est celui d'un loup ingrat et est traité avec des allures de comédie. Les allusions à la politique y sont transparentes.